# Відмінності США та України
Стаття Відмінності США та України призначена для ознайомлення з основними відмінностями проживання, побуту, фізичних величин та іншого між такими державами як США та Україна.
| Вид                           | США                                  | Україна                                       | Пояснення |
| Напруга                       | 110 Вольт                            | 220 вольт                                     | Поширена в мережі для побутових приладів, для спеціального(промислового) обладнання - в обох країнах 220 вольт.                                                         |
| Вага                          | Фунти                                | Кілограми                                     | 1 фунт - 0.45359237 кілограма |
| Вага                          | Тонна                                | Тонна                                         | В США використовується коротка тонна, яка дорівнює 907.18474 кг. |
| Об’єм                         | Галон                                | Літр                                          | для рідин 1 Ґ. = 3,785 л, для сипких тіл - 4,405 л. |
| Площа                         | Акр                                  | Гектар                                        | 1 американський акр дорівнює 0,404687261 гектара. |
| Довжина                       | Фут                                  | Метр                                          | 1 фут = 12 дюймів = 0,3048 м. |
| Довжина                       | Дюйм                                 | Сантиметр                                     | 1 дюйм = 2.54 см. |
| Температура                   | Фаренгейт                            | Цельсій                                       | Градус Фаренгейта дорівнює 5/9 градуса Цельсія |
| Відстань                      | Миля                                 | Кілометр                                      | 1 миля = 1,6 км, 1 морська миля = 1,85 км. |
| Дата                          | мм.дд.рррр                           | дд.мм.рррр                                    | В США пишеться місяць – день – рік, в Україні день – місяць – рік. |
| Хвилі радіо FM                | 100,05                               | 100,00                                        | В точному налаштуванні FM-хвиль США соті числа кратні п’яти. |
| Телевізійна система           | NTSC                                 | Pal/Pal-Secam                                 | NTSC — 30 кадрів в секунду, 480(+45 службових) рядків; PAL 25 кадрів в секунду, 576(+49 службових) рядків.                                                              |
| Розмір взуття                 | 11-й (приклад)                       | 45-й (приклад)                                | В США вимірюється в дюймах, в Україні в сантиметрах (довжина двох стоп 34-дюйми=>86,36 cм або відповідно 44-розмір в Україні(86,36:2=43,18 ~ 44) або 10,5 розмір у США) |
| Застібка-блискавка            | Чоловіки застібають правою рукою     | Чоловіки застібають лівою рукою               | |
| Обручка                       | Носять на лівій руці                 | Носять на правій руці                         | Можливо пояснюється різницею віросповідань в основному православних українців і католицько-протестантських американців                                                  |
| DVD зона                      | Перша                                | П’ята                                         | |
| Швидкість руху автотранспорту | Місто – 40 км/год Траса – 105 км/год | Місто – 50 км/год Траса – 90, 110, 130 км/год | Хоч і в Україні дороги погані, та все ж, тут їздять швидше. |
| Переведення часу              |                                      |                                               | В США літній час переводять на тиждень пізніше ніж в інших країнах. |
| Дорожній знак                 | Dead end                             | Глухий кут                                    | В США знак 5.29.1 Глухий кут дослівно переводиться як "мертвий кінець" (DEAD END).                                                                                      |
| Оцінювання знань учнів        | Літерами                             | Цифрами                                       | В США оцінюють знання літерами від A до F. |